# Toy Story (franchise)

Logo del franchise.

Toy Story è una serie cinematografica d'animazione, cominciata nel 1995 con il primo capitolo Toy Story - Il mondo dei giocattoli, prodotta dalla Pixar e terminata attualmente nel 2019 con Toy Story 4 distribuita dalla Disney. Il franchise è basato sul concetto antropomorfico, introdotto per la prima volta ne "Il soldatino di stagno", che tutti i giocattoli, all'insaputa degli umani, sono segretamente vivi, e i film si focalizzano su diversi gruppi di giocattoli che includono un classico cowboy, lo sceriffo Woody, e un moderno astronauta, Buzz Lightyear.
I primi due capitoli della serie sono stati diretti da John Lasseter, e il terzo da Lee Unkrich, che partecipò come co-regista del secondo film (insieme con Lasseter e Ash Brannon). Josh Cooley ha invece diretto il quarto film. Il quinto film sarà diretto da Andrew Stanton, co-fondatore dello studio e co-sceneggiatore dei primi quattro capitoli 
I quattro film, prodotti con un budget totale di $520 milioni, hanno incassato oltre $3 miliardi nel mondo. Ogni film ha stabilito diversi record al box-office, in particolare il terzo, 28º nella lista dei film con maggiori incassi nella storia del cinema.
Toy Story rappresenta il 23º franchise con più incassi nella storia del cinema, 4º tra quelli d'animazione, ed è tra le serie più acclamate di tutti i tempi dalla critica.

## Film

### Toy Story - Il mondo dei giocattoli(1995)
Uscito nelle sale italiane il 22 marzo 1996. Il primo film della serie coinvolge Andy, un bambino di periferia, a cui viene regalato Buzz Lightyear, un giocattolo che rappresenta un astronauta, causando nello Sceriffo Woody una grande gelosia, derivante dal fatto di essere stato messo da parte dal suo proprietario in favore del nuovo arrivato. Questo motivo spinge Woody a cercare di far cadere Buzz dietro un tavolo, finendo però col farlo precipitare accidentalmente giù dalla finestra e per tale vicenda Woody viene accusato dagli altri giocattoli di aver cercato di uccidere lo space ranger. Determinato a rimettere le cose a posto, Woody cerca di salvare Buzz, ma entrambi si trovano costretti a dover scappare dalle grinfie del vicino di casa di Andy, Sid Phillips, un ragazzino che ama torturare e distruggere i giocattoli.

### Toy Story 2 - Woody e Buzz alla riscossa(1999)
Arrivato nelle sale italiane l'11 febbraio 2000. Il film vede lo Sceriffo Woody essere rapito da un avido collezionista di nome Al McWhiggin, proprietario inoltre dell'Al's Toy Barn, un grosso negozio di giocattoli. Buzz, con l'aiuto di altri giocattoli di Andy, cercherà di salvare Woody che nel frattempo scopre le sue origini come storica celebrità televisiva, scoprendo inoltre di essere un raro giocattolo dall'inestimabile valore assieme ad altri giocattoli tra cui la cowgirl Jessie, il cavallo Bullseye e Stinky Pete il cercatore d'oro. Il film vede Buzz e i suoi amici compiere un vero e proprio inseguimento per recuperare Woody, prima che Al lo venda a un museo di giocattoli di Tokyo.

### Toy Story 3 - La grande fuga(2010)
Distribuito il 7 luglio 2010 in Italia. A distanza di un decennio dal precedente, il terzo capitolo è ambientato sette anni dopo gli eventi di Toy Story 2 - Woody e Buzz alla riscossa. La trama è incentrata sui giocattoli, capitanati da Woody, Buzz e Jessie, che vengono accidentalmente regalati dalla madre di Andy a un asilo di nome Sunnyside Daycare, mentre Andy è pronto a partire per il college. Al Sunnyside i giocattoli verranno "maltrattati" dai bambini più piccoli e dovranno vedersela con il giocattolo più importante dell'asilo, il malvagio orsacchiotto rosa Lotso.

### Toy Story 4(2019)
Annunciato il 7 novembre 2014, il quarto capitolo della saga avrebbe dovuto essere diretto da John Lasseter e co-diretto da Josh Cooley e sarebbe dovuto uscire in estate del 2017 ma venne rinviato in seguito al giugno del 2018 e poi ancora al giugno del 2019. Ad aprile del 2017 muore Don Rickles, il doppiatore americano di Mr. Potato. Malgrado l'attore avesse confermato il suo ritorno non fece in tempo a registrare i suoi dialoghi. Il 28 marzo 2019, Josh Cooley conferma che la sua voce è presente nel film.
Durante il D23 Expo del 2017, John Lasseter ha annunciato di aver lasciato il progetto il quale venne riposto interamente nelle mani di Josh Cooley.
In un'intervista con Disney Latino, il presidente della Pixar Jim Morris ha dichiarato: "Credo che questo film non faccia parte della trilogia, è una storia separata, che non so se verrà a sua volta continuata (…) Non è una continuazione o la fine di Toy Story 3. Lo è per il momento, ma sarà una love story, una commedia romantica. Non sarà molto incentrato sull'interazione tra i personaggi e i bambini". Il film si incentra su Woody e Buzz alla ricerca di Bo Peep. Tra le nuove voci vi sarà Patricia Arquette. Nel luglio 2017, durante il D23 Expo, è stato annunciato il ritorno nel cast di: Tom Hanks, Tim Allen, Annie Potts, Joan Cusack, Blake Clark, Wallace Shawn, John Ratzenberger, Estelle Harris, Jeff Pidgeon, Bonnie Hunt, Kristen Schaal, Timothy Dalton, Jeff Garlin, Bud Luckey, Lori Alan ed Emily Hahn.
Nel novembre 2017 gli sceneggiatori del film Rashida Jones e Will McCormack hanno abbandonato il film per "divergenze creative e culturali", venendo sostituiti nel compito da Stephany Folsom.
Il 26 marzo 2018 viene a mancare la voce italiana di Woody (Fabrizio Frizzi), che aveva doppiato il personaggio nei primi tre film e nei vari cortometraggi e videogiochi da essi tratti. Nel nuovo film il personaggio viene doppiato da Angelo Maggi.
Il 12 novembre 2018 viene diffuso il teaser trailer ufficiale del film dove vennero confermati come new entry nel cast di Tony Hale, Keegan-Michael Key, Jordan Peele e di Keanu Reeves.
È stato distribuito negli USA il 21 giugno 2019.

### Toy Story 5(2026)
Il film è stato annunciato il 9 febbraio 2023, il 23 novembre dello stesso anno è stato confermato che Tom Hanks, Tim Allen e Joan Cusack riprenderanno rispettivamente i ruoli dello Sceriffo Woody di Buzz Lightyear e Jessie. Il film, prodotto dalla Disney e da Pixar Animation Studios, uscirà nei cinema statunitensi il 19 giugno 2026. La regia è affidata a Mckenna Harris e Andrew Stanton, storico nome degli studi Pixar e co-sceneggiatore dei primi quattro film. Il 10 agosto 2024, all'Annecy Festival, viene rivelata la trama del film, incentrata sulla lotta dei giocattoli di Bonnie contro Lilypad, un tablet che ha un concezione diversa di cosa significhi essere un giocattolo, e un esercito di Buzz Lightyear difettosi. New entry vocali saranno Conan O'Brien, nel ruolo di Smarty Pants, Ernie Hudson nel ruolo di Combat Carl, in sostituzione del compianto Carl Weathers ed Anna Faris in un ruolo non ancora annunciato.

### Lightyear - La vera storia di Buzz(2022)
Il 10 dicembre 2020, Disney e Pixar hanno annunciato il film Lightyear - La vera storia di Buzz, un prequel complementare della serie Toy Story che narra le origini dell'uomo su cui è basata la linea di giocattoli di Buzz Lightyear. Il protagonista Buzz(che ha ispirato quest'ultimo) è doppiato in lingua originale da Chris Evans, il film è uscito in Italia e altri Paesi nordici il 15 giugno 2022.

### Toy Story Toons
Una serie di cortometraggi ambientati nell'universo di Toy Story:
- Vacanze hawaiiane (Hawaiian Vacation) (2011) - allegato alla proiezione di Cars 2;
- Buzz a sorpresa (Small Fry) (2011) - allegato alla proiezione del film I Muppet;
- Non c'è festa senza Rex (Partysaurus Rex) (2012) - allegato alla proiezione della riconversione in 3D di Alla ricerca di Nemo.

## Televisione

### Toy Story Treats
Nel 1996 la Pixar realizzò una serie di cortometraggi conosciuti come Toy Story Treats, che vennero usati come interstiziali su ABC Family e UPN. Essi non seguono necessariamente la continuity di Toy Story, essendo ambientati prima, durante o dopo gli eventi del primo film, in cui la serie è un midquel parallelo del franchise. Vennero trasmessi nel periodo adiacente all'uscita in home video di Toy Story - Il mondo dei giocattoli.

### Special televisivi
La Pixar ha anche prodotto due special con una durata di 22 minuti ciascuno:
- Toy Story of Terror! (2013), speciale televisivo di Halloween;
- Toy Story: Tutto un altro mondo (Toy Story That Time Forgot) (2014), speciale televisivo di Natale.

Il primo è stato trasmesso per la prima volta il 16 ottobre 2013, mentre il secondo il 2 dicembre 2014, entrambi sulla rete statunitense ABC.

### Buzz Lightyear da Comando Stellare
- Buzz Lightyear da Comando Stellare - Si parte! (Buzz Lightyear of Star Command: The Adventure Begins) (2000), lungometraggio basato sul personaggio di Buzz Lightyear ed episodio pilota della serie televisiva. A differenza dei film, dei Toy Story Treats, degli special televisivi e dei Toy Story Toons, Buzz Lightyear da Comando Stellare - Si parte! è realizzato in animazione tradizionale.
- Buzz Lightyear da Comando Stellare (Buzz Lightyear of Star Command) (2000-2001), serie televisiva basata sul personaggio di Buzz Lightyear. È stata prodotta da Disney Television Animation e trasmessa su Disney Channel, suddivisa in 2 stagioni per un totale di 65 episodi. Come l'episodio pilota, anche la serie è realizzata in animazione tradizionale.

### Disney+
Sulla piattaforma di streaming Disney+ sono state rilasciate quattro produzioni originali collegate al franchise di Toy Story, una serie sequel, un cortometraggio sequel-prequel del quarto film e tre cortometraggi facenti parte della serie di corti originale Disney+ chiamata Pixar Popcorn
- I perché di Forky (Forky asks a question) (2019-2020) - serie tv formata da 10 brevi episodi con protagonista Forky
- Vita da lampada (Lamp life) (2019) - cortometraggio sequel-prequel del quarto film che racconta la storia di Bo Peep
- Verso il fitness e oltre (2021)
- Parlando di Fuffa con Ducky and Bunny (2021) (2 episodi)

## Videogiochi
- Toy Story
- Toy Story 2: Woody e Buzz alla riscossa!
- Toy Story Racer
- Toy Story Mania!
- Toy Story 3: Il videogioco

## Videogiochi crossover
- Disney Infinity
- Disney Melee Mania
- Disney Heroes: Battle Mode

(Tetsuya Nomura)
l'Universo Toy Story è presente anche in Kingdom Hearts III con il mondo nominato La scatola dei giocattoli.

## Accoglienza

### Incassi
| Film                                     | Uscita USA       | Incassi        | Incassi         | Incassi        | Classifica   | Classifica | Budget       | Fonte  |
| Film                                     | Uscita USA       | USA e Canada   | Altri territori | Mondiale       | USA e Canada | Mondiale   | Budget       | Fonte  |
| ---------------------------------------- | ---------------- | -------------- | --------------- | -------------- | ------------ | ---------- | ------------ | ------ |
| Toy Story - Il mondo dei giocattoli      | 22 novembre 1995 | $191.796.233   | $181.757.800    | $373.554.033   | 218          | 321        | $30 milioni  | [ 11 ] |
| Toy Story 2 - Woody e Buzz alla riscossa | 19 novembre 1999 | $245.852.179   | $251.514.690    | $497.366.869   | 127          | 206        | $90 milioni  | [ 12 ] |
| Toy Story 3 - La grande fuga             | 18 giugno 2010   | $415.004.880   | $651.964.823    | $1.066.969.703 | 26           | 28         | $200 milioni | [ 13 ] |
| Toy Story 4                              | 21 giugno 2019   | $434.000.000   | $639.400.000    | $1.073.394.593 | 214          | 29         | $200 milioni | [ 14 ] |
| Totale                                   | Totale           | $1.048.679.101 | $1.208.852.319  | $3.011.285.198 |              |            | $520 milioni |        |

### Critica

#### Film
| Titolo                                   | Rotten Tomatoes       | Metacritic         | CinemaScore |
| ---------------------------------------- | --------------------- | ------------------ | ----------- |
| Toy Story - Il mondo dei giocattoli      | 100% (84 recensioni)  | 95 (26 recensioni) | A           |
| Toy Story 2 - Woody e Buzz alla riscossa | 100% (167 recensioni) | 88 (34 recensioni) | A+          |
| Toy Story 3 - La grande fuga             | 98% (303 recensioni)  | 92 (39 recensioni) | A           |
| Toy Story 4                              | 98% (347 recensioni)  | 84 (57 recensioni) | A           |

#### Televisione
| Titolo                          | Rotten Tomatoes      | Metacritic        |
| ------------------------------- | -------------------- | ----------------- |
| Toy Story of Terror!            | 94% (16 recensioni)  | 80 (7 recensioni) |
| Toy Story: Tutto un altro mondo | 100% (10 recensioni) | 81 (8 recensioni) |

### Premi Oscar
| Categoria                            | Film                            | Film                            | Film            | Film            |
| Categoria                            | Toy Story                       | Toy Story 2                     | Toy Story 3     | Toy Story 4     |
| ------------------------------------ | ------------------------------- | ------------------------------- | --------------- | --------------- |
| Miglior film                         |                                 |                                 | Candidato/a     |                 |
| Migliore sceneggiatura non originale |                                 |                                 | Candidato/a     |                 |
| Migliore sceneggiatura originale     | Candidato/a                     |                                 |                 |                 |
| Migliore canzone                     | Candidato/a                     | Candidato/a                     | Vincitore/trice | Candidato/a     |
| Migliore colonna sonora              | Candidato/a                     |                                 |                 |                 |
| Miglior montaggio sonoro             |                                 |                                 | Candidato/a     |                 |
| Miglior film d'animazione            | Categoria non ancora introdotta | Categoria non ancora introdotta | Vincitore/trice | Vincitore/trice |